# 율원중학교
율원중학교(律院中學校)는 대한민국 대구광역시 동구 율하동에 있는 공립 중학교이다.

## 학교 연혁
- 2008년 4월 24일 : 율원중학교 설립 인가 (일반 30학급, 특수 1학급, 남녀 공학)
- 2010년 12월 30일 : 신축공사 준공
- 2011년 3월 1일 : 초대 이윤재 교장 취임
- 2011년 3월 2일 : 제1회 입학식(신입생 남 113명, 여 90명 계 203명)
- 2011년 7월 12일 : 대구FC-율원중학교 U-15팀 창단 협약식
- 2011년 12월 16일 : 대구FC-율원중학교 U-15팀 창단식
- 2012년 4월 23일 : 율원 100년 학교숲조성 기념식 및 기념비 제막식
- 2014년 2월 12일 : 제1회 졸업식(남 128명, 여 96명 계 224명)
- 2021년 9월 1일 : 제6대 김선희 교장 취임
- 2022년 2월 9일 : 제9회 졸업식(졸업생 188명, 총 2,127명)
- 2022년 3월 2일 : 제12회 입학식(9학급 235명)

## 참고 자료
- 율원중학교 - 한국교육학술정보원 학교알리미